# 13179 Johncochrane
13179 Johncochrane è un asteroide della fascia principale. Scoperto nel 1996, presenta un'orbita caratterizzata da un semiasse maggiore pari a 3,1048310 UA e da un'eccentricità di 0,1244850, inclinata di 1,23172° rispetto all'eclittica.